# Muttomträsket
Muttomträsket eller Muttilanjärvi är en sjö i kommunen Mörskom i landskapet Nyland i Finland. Sjön ligger 41,5 meter över havet. Arean är 35 hektar och strandlinjen är 2,49 kilometer lång. Sjön  ingår i Forsby å huvudavrinningsområde.   Den ligger omkring 75 km nordöst om Helsingfors. 